# ألين إلير
ألين إلير (بالإنجليزية: Allen Eller)‏ هو لاعب كرة قدم أمريكي، ولد في 11 ديسمبر 1976 في منتور في الولايات المتحدة، وتوفي في 4 نوفمبر 2016 في ويكلايف في الولايات المتحدة. لعب مع بيتسبورغ ريفرهوندز.